# Федерація боксу України
Федерація боксу України (англ. Ukrainian Boxing Federation) — всеукраїнська громадська спортивна організація, метою діяльності якої є розвиток боксу в Україні.
Федерація боксу України є членом Міжнародної асоціації аматорського боксу (AIBA) та Європейської конфедерації боксу (EUBC).

## Історія
Федерація боксу України була створена у 1992 році.
За цей час боксери Національної збірної команди України вибороли на Олімпійських іграх: 5 золотих, 5 срібних та 7 бронзових нагород. Переможцями та призерами Олімпійських ігор ставали:
Золото
- 1996 — Володимир Кличко (Атланта, США)
- 2008, 2012 —Василь Ломаченко (Пекін, Китай), (Лондон, Англія))
- 2012 — Олександр Усик (Лондон, Англія)
- 2024 — Олександр Хижняк (Париж, Франція)

Срібло
- 1992 —Ростислав Заулічний (Барселона, Іспанія)
- 2000 — Андрій Котельник (Сідней, Австралія)
- 2000 — Сергій Доценко (Сідней, Австралія)
- 2012 — Денис Берінчик (Лондон, Англія)
- 2020 — Олександр Хижняк (Токіо, Японія)

Бронза
- 1996 — Олег Кірюхін (Атланта, США)
- 2000 — Володимир Сидоренко (Сідней, Австралія)
- 2000 — Сергій Данильченко (Сідней, Австралія)
- 2000 — Андрій Федчук (Сідней, Австралія)
- 2008 — В'ячеслав Глазков (Пекін, Китай)
- 2012 — Тарас Шелестюк (Лондон, Англія)
- 2012 — Олександр Гвоздик (Лондон, Англія)

Двічі (2004 та 2016 року) боксери збірної України залишилися на Олімпійських іграх без медалей.
На Олімпійських іграх 2000 наша команда здобула 5 медалей.
Після першого золота Володимира Кличка у 1996 році 2008 року Василь Ломаченко виборов перше місце на Олімпіаді у Пекіні. Тоді ж бронзовим медалістом Ігор став надважковаговик В'ячеслав Глазков з Луганська.
Знаковим для Федерація боксу України став 2010 рік, коли Харків прийняв перший в історії сучасного Олімпійського боксу Кубок Європи серед чоловіків.
2011 рік — рік перемог та неймовірних здобутків для Федерації боксу України. Саме цього року Національна збірна України вперше в історії українського боксу зуміла вибороти першу сходинку п'єдесталу загального медального заліку на Чемпіонаті світу в Баку. В рамках світової першості у столиці Азербайджану, на спортивній Арені імені Гейдара Алієва, боксери збірної України вибороли 4 золотих (Василь Ломаченко (вагова категорія 60 кг), Тарас Шелестюк (вагова категорія 69 кг), Євген Хитров (вагова категорія 75 кг) та Олександр Усик (вагова категорія 91 кг)) та одну срібну медаль, яку здобув Денис Берінчик (вагова категорія 64 кг).
Проте, чемпіонат світу у Баку запам'ятався для українських вболівальників й гучним скандалом, який визвало суддівство в чвертьфінальному поєдинку Василя Ломаченка проти бразильця Робсона Консейсао. Тоді судді віддали перевагу в один бал Консейсао і бразилець святкував перемогу з рахунком 20:19. Проте, завдяки зусиллям президента Федерації боксу України Володимира Продивуса, за підтримки НОК України, та поданих протестів до AIBA, вперше в історії олімпійського боксу результат поєдинку було змінено на користь Василя Ломаченка.   
Після феєричного успіху в Баку Національна збірна України вирушала на Олімпійські ігри у Лондоні в якості одних з головних фаворитів боксерського турніру. І свій статус наші боксери підтвердили сповна. Національна збірна України знову виборола перше загальнокомандне місце чоловічого боксерського турніру Олімпіади. В скарбничці нашої команди за підсумком змагань опинилося п'ять нагород, серед яких:
Золото
- Вагова категорія 60 кг — Василь Ломаченко
- Вагова категорія 91 кг — Олександр Усик

Срібло
- Вагова категорія 64 кг — Денис Берінчик

Бронза
- Вагова категорія 69 кг — Тарас Шелестюк
- Вагова категорія 81 кг — Олександр Гвоздик

Одразу після завершення Олімпійських ігор у Пекіні за ініціативи президента Федерації боксу України було створено професіональний боксерський клуб — Українські отамани. Ідеєю для створення команди послугувало те, щоб досвідчені українські боксери, такі як Василь Ломаченко, Денис Берінчик, Олександр Гвоздик, Олександр Усик ще на певний час залишись в олімпійському боксі та передали свій досвід підростаючому поколінню українських боксерів, підписавши контракти з «Отаманами».
За короткий проміжок часу професіональний боксерський клуб «Українські отамани», який брав участь у змаганнях World Series of Boxing, отримав неабияку підтримку з боку вболівальників. Згодом нашу команду почали називати народним клубом та підтримувати в усіх куточках нашої держави. Яскравим тому свідченням стали переповнені арени столичних спортивних комплексів фактично на всіх матчах першого сезону Світової серії боксу. Між іншим, саме «Українські отамани» у 2013 році встановили рекорд столичного «Палацу спорту» по кількості глядачів на спортивних подіях.
Свідченням популярності команди були і рейтинги телетрансляцій, які випереджали більшість показників навіть футбольних матчів футбольної Прем'єр-ліги. 
Свого найвагомішого результату в історії команди «Українські отамани» здобули у першому сезоні Світової серії боксу, виборовши срібний кубок змагань. У вирішальному поєдинку в Казахстані, наша команда лише у додатковому поєдинку поступилася місцевим «Астана Арланс».
Цікаво, що за всю історію проведення змагань Всесвітньої серії боксу саме «Українські отамани» є єдиною командою, у складі якої виступали два володарі Кубку Вела Баркера — Василь Ломаченко (2012) та Хасанбой Дусматов (2016).
За період керівництва Федерацією Володимира Продивуса Україна неодноразово приймала змагання найвищого ґатунку. У 2010 році було проведено перший в історії Кубок Європи з боксу серед чоловіків у Харкові. 2013 року в Києві було проведено чемпіонат світу з боксу серед юніорів, а у 2015 році Львів прийняв найсильніших боксерів Європи у віковій групі юніори.
Черговою знаковою подією для нашої держави став Чемпіонат Європи серед чоловіків 2017 у Харкові, ініціаторами проведення в Україні якого стали президент ФБУ Володимир Продивус та перший віцепрезидент ФБУ Дмитро Шенцев. Саме континентальну першість у Харкові Європейська конфедерація боксу визнала найкращою за рівнем організації за усі роки проведення.
Окрім того і результат виступів Національної збірної України на змаганнях також вразив усіх. Адже за їх підсумками саме наша команда виборола перше загальнокомандне місце.
Переможцями та призерами змагань стали:
Золото
- Вагова категорія 60 кг — Юрій Шестак
- Вагова категорія 75 кг — Олександр Хижняк
- Вагова категорія +91 кг — Віктор Вихрист

Срібло
- Вагова категорія 56 кг — Микола Буценко

Бронза
- Вагова категорія 52 кг — Дмитро Замотаєв
- Вагова категорія 69 кг — Євген Барабанов

З 2001 року Федерація боксу України активно розвиває й жіночий бокс, який з 2012 року включений до програми Олімпійських ігор. Учасницями від збірної України на Олімпіаді 2016 стала Тетяна Коб, а на Олімпіаді 2020 — Анна Лисенко.
На початку 2017 року Федерація боксу України провела чергову звітно-виборчу Конференцію, в рамках якої Володимира Продивуса було переобрано на посаді президента ФБУ на новий чотирьохрічний Олімпійський цикл. На посаді Виконавчого директора ФБУ роботу продовжив Донатас Піскун. Юридичний департамент очолював Ілля Скоропашкін. Генеральним секретарем ФБУ є Ілля Гурович.
З 15 червня 2022 року президентом ФБУ став Кирило Шевченко.

## Керівництво[3]
- Президент — Кирило Шевченко[1]
- Голова наглядової Ради ФБУ —
- Перший віцепрезидент — Дмитро Шенцев
- Перший віцепрезидент — Владислав Мангер
- Перший віцепрезидент — Олександр Павелець
- Віцепрезидент — Володимир Манукян
- Віцепрезидент — Юрій Андрійчук
- Віцепрезидент — Дмитро Єлисеєв
- Віцепрезидент — Артем Юшков
- Віцепрезидент — Андрій Стріхарський
- Віцепрезидент — Вадим Воскобойников
- Віцепрезидент — Михайло Поздняков
- Віцепрезидент — Дмитро Петровський

У лютому 2024 року Кирило Шевченко залишив посаду президента Федерації боксу України. Тимчасово обов'язки президента виконував віцепрезидент ФБУ Олег Ільченко.
У березні 2024 року Федерація боксу України розпочала перемовини зі співпраці з World Boxing. 9 вересня 2024 року ФБУ подала заявку на вступ до World Boxing, після чого оголосила про вихід з Міжнародної асоціації аматорського боксу (IBA).